# Allan Potts
Allan Wilson Potts (* 14. Mai 1904 in Brooklyn; † 5. November 1952 in New York City) war ein US-amerikanischer Eisschnellläufer.
Potts begann im Alter von neun Jahren mit dem Eisschnelllauf und wurde im Jahr 1924 Vierter bei den Mid-Atlantic Meisterschaften im Mehrkampf sowie Sieger bei den nationalen Hallenmeisterschaften 1928. In der Saison 1931/32 nahm er bei den Olympischen Winterspielen 1932 in Lake Placid am 500-m-Lauf teil, wo er im Vorlauf ausschied, und belegte bei der Mehrkampf-Weltmeisterschaft 1932 in Lake Placid den 18. Platz. Vier Jahre später startete er bei der Mehrkampf-Weltmeisterschaft in Davos, beendete den Wettbewerb aber vorzeitig. Im Januar 1936 lief er bei einem Wettbewerb in Oslo mit einer Zeit von 42,4 Sekunden einen neuen Weltrekord über 500 m. Bei den folgenden Olympischen Winterspielen 1936 in Garmisch-Partenkirchen kam er auf den 32. Platz über 1500 m und auf den sechsten Rang über 500 m.
Potts betrieb eine Tankstelle in Elmhurst und starb im November 1952 beim Eislaufen an einem Herzinfarkt.

## Persönliche Bestleistungen
| Disziplin | Zeit        | Datum            | Ort         |
| --------- | ----------- | ---------------- | ----------- |
| 500 m     | 42,4 s      | 18. Januar 1936  | Oslo        |
| 1500 m    | 2:26,9 min  | 25. Januar 1936  | Oslo        |
| 5000 m    | 9:50,6 min  | 19. Februar 1932 | Lake Placid |
| 10.000 m  | 20:26,8 min | 19. Februar 1932 | Lake Placid |